# ムニョン
『ムニョン』（原題：문영、英: Moon young）は、2017年に劇場公開された韓国映画。監督・脚本はキム・ソヨン、主演はキム・テリ。

## 概要
言葉を話さない少女・ムニョン（キム・テリ）がカメラで世界を切り取っていく物語。韓国のインディーズ映画祭で公開されるたびにソールドアウトを記録したインディペンデント映画の劇場公開版。

## キャスト
- キム・テリ：ムニョン
- ジョンヒョン：ヒス
- パク・ワンギュ：父親
- パク・チャンシク：クァン・ヒョクチョル
- チャン・ヒャンスク：おばさん1
- ホ・ウォンジョン：おばさん2
- ナム・ボラ：ヨンウン ※特別出演
- イ・ジンギョン：教師 ※特別出演

## 製作・公開
インディペンデント映画として2013年に撮影され、2015年11月27日に第41回ソウル独立映画祭にて初公開。2017年1月12日に、21分長い劇場公開版が公開された。